# اولی یوکینن
اولی یوکینن (فنلاندی: Olli Jokinen؛ زادهٔ ۵ دسامبر ۱۹۷۸) بازیکن هاکی روی یخ اهل فنلاند است.
از باشگاه‌هایی که در آن بازی کرده‌است می‌توان به نیویورک رنجرز، کلگری فلیمس، و فینیکس کایوتیس اشاره کرد.